# Sportler des Jahres 1947 (Deutschland)
Die besten deutschen Sportler des Jahres 1947 wurden erstmals durch Kurt Dobbratz ausgezeichnet, der diese im Auftrag der Internationalen Sport-Korrespondenz (ISK) ermitteln ließ. Hierzu befragte Dobbratz telefonisch 20 in den vier Besatzungszonen erschienene Zeitungen.
Erster Preisträger wurde „Tennis-Baron“ Gottfried von Cramm, beste Frau die Leichtathletin Marga Petersen auf Platz 11, die nach moderner Lesart als „Sportlerin des Jahres“ gilt.

## Rangliste
|     | Sportler/Sportlerin       | Sportart       | Erfolge 1947                                                                                                |
| --- | ------------------------- | -------------- | --- |
| 1.  | Gottfried von Cramm       | Tennis         | erster deutscher Sportler seit 1945, der einen allgemein beachteten internationalen Erfolg errang           |
| 2.  | Georg Meier               | Motorsport     | Deutscher Motorradmeister in der 500-cm³-Klasse                                                             |
| 3.  | Fritz Walter              | Fußball        | Südwestdeutscher Meister mit dem 1. FC Kaiserslautern, „Ausnahmeerscheinung im deutschen Fußball“           |
| 4.  | Karl Storch               | Leichtathletik | Deutscher Vizemeister im Hammerwurf                                                                         |
| 5.  | Hein ten Hoff             | Boxen          | ungeschlagener Deutscher Meister im Schwergewicht der Profis                                                |
| 6.  | Georg Voggenreiter        | Radsport       | Deutscher Meister im Straßenrennen                                                                          |
| 7.  | Heinz-Günther Lehmann     | Schwimmsport   | Deutscher Meister über 100, 200 u. 400 Meter Freistil                                                       |
| 8.  | Adolf Wagner              | Gewichtheben   | deutscher Rekord im olympischen Dreikampf                                                                   |
| 9.  | Georg von Opel            | Rudern         | Deutscher Meister im Einer und mit dem Achter                                                               |
| 10. | Sepp Weiler               | Skispringen    | Seriensieger bei Wettkämpfen                                                                                |
| 11. | Marga Petersen            | Leichtathletik | Deutsche Meisterin im 100-Meter-Lauf u. mit der 4-mal-100-Meter-Staffel; deutscher Rekord im 100-Meter-Lauf |
| 12. | Annemarie Buchner-Fischer | Ski Alpin      | erfolgreiche Abfahrtsläuferin                                                                               |

Angaben über die Punktezahl oder Wahlverfahren, weiteren Nominierungen und dem Festakt liegen durch die dürftige Quellenlage der Nachkriegszeit nicht vor.